# Kosei Tano
Kosei Tano (田野耕晴?, Tano Kosei; 22 gennaio 1914 – ...) è stato un pallanuotista giapponese.
È stato un membro del Giappone che ha partecipato alle Olimpiadi di Berlino 1936.